# Sohar Argov

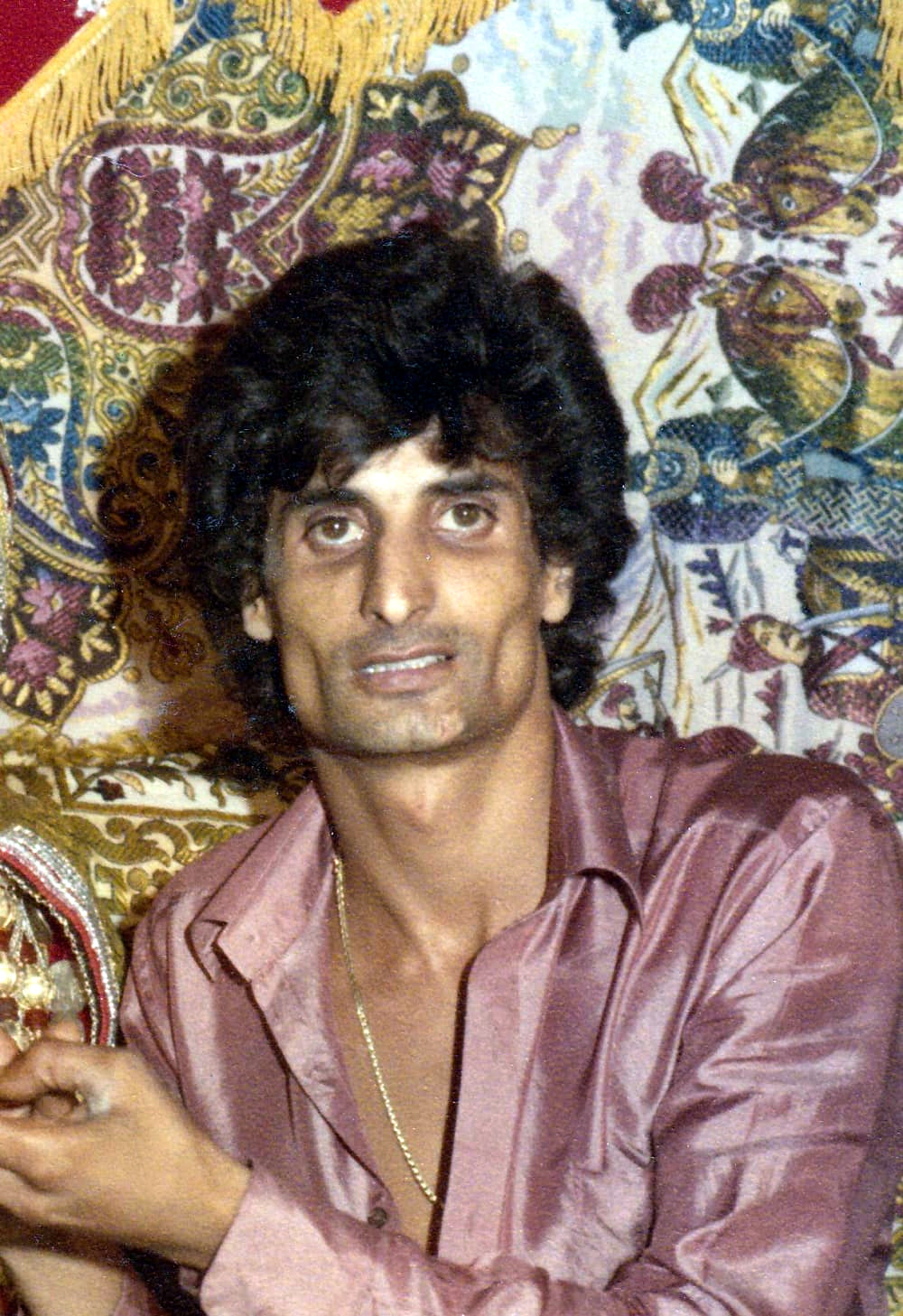
Zohar Argov

Sohar Argov (auch Zohar Argov, hebräisch זוהר ארגוב, geboren am 16. Juli 1955 in Rischon le-Zion als Sohar Orkabi; gestorben am 6. November 1987) war ein israelischer Sänger, der in den Jahren 1977–1987 aktiv war. Er zählt zu den bedeutendsten Vertretern der orientalischen Unterhaltungsmusik in Israel.

## Leben und Werk
Argov wuchs in einem Wohnviertel für jüdische Einwanderer aus Nordafrika und dem Nahen Osten auf. Er war das älteste von acht Kindern von Ovadja und Jona Orkabi aus dem Jemen. Im Alter von 15 Jahren lernte er Bracha Zuberi kennen, die er zwei Jahre später heiratete. Der gemeinsame Sohn, Gil Argov, wurde ebenfalls Sänger.
Im Jahr 1977 erschien Sohar Argovs erste Schallplatte. Nach der Verbüßung einer Haftstrafe begann er eine Bühnenkarriere mit dem jemenitischen Sänger Jacky Mekaiten (gestorben 2012). Ihre Musik, zunächst nur auf Audio-Kassetten verbreitet, wurde schnell populär. Das Lied Elinor wurde 1980 auch auf Schallplatte veröffentlicht. 1981 sang Argov auf seiner Langspielplatte Haju smanim („Das waren Zeiten“) eine Version des Liedes Zel Ez Tamar, das in der ursprünglichen Fassung von 1945 als Tango bezeichnet war. Nach dem Lied Ha-Perach be-Gani („Die Blume in meinem Garten“) von 1982 galt er als Star der hebräisch-orientalischen Musikszene. Seine Platte Ha-jom wurde in mehr als 350.000 Exemplaren verkauft. 1983 unternahm Argov eine Tournee durch die USA. 1985 unterzog er sich wegen Drogensucht einer Entwöhnungskur. Am 6. November 1987 erhängte er sich in einer Gefängniszelle in Rischon le-Zion.
In Argovs Liedern spiegelt sich das Ringen der aus den arabischen Ländern eingewanderten Juden um politische und gesellschaftliche Gleichberechtigung in Israel wider.

## Diskografie

### Alben
- 1977: HaTaklit HaRishon
- 1980: Eleanor
- 1981: Hayu Zmanim
- 1982: Nakhon Lehayom
- 1984: Kach Ovrim Chaiyy
- 1985: Yam Shel Dmaot
- 1986: Lehiot Adam
- 1987: HaDerech HaBruca

### Singles (Auswahl)
- 1980: סוד המזלות
- 1980: מה לך ילדה
- 1980: אלינור
- 1981: צל עץ תמר ואור ירח
- 1982: הפרח בגני
- 1982: נכון להיום
- 1982: כבר עברו השנים
- 1982: בדד
- 2017: נכון להיום (mit Eyal Golan)
- 2017: עוד דקה את נעלמת (mit Eyal Golan)